# John Hatteras
John Hatteras est le personnage central des Aventures du capitaine Hatteras, le roman de Jules Verne.

## Le personnage
Âgé de 35 ans, John Hatteras est le fils d'un brasseur londonien multimillionnaire. Loin d'être attiré par le commerce et négligeant la richesse, il n'a qu'une seule vocation : la carrière maritime, mais seulement celle qui permet de découvrir ou d'atteindre de nouvelles terres. L'homme possède une fierté absolue d'être un sujet britannique. À un Français qui lui disait par politesse : 
« Si je n'étais Français, je voudrais être Anglais.
— Si je n'étais Anglais, moi, répondit Hatteras, je voudrais être Anglais. »
Dès sa jeunesse, il entreprend plusieurs voyages dans les mers du Sud. Mais très vite, l'idée s'ancre dans son cerveau de planter le drapeau britannique au Pôle Nord. Après deux tentatives désastreuses, la seconde se soldant par la perte complète de son équipage, tué par le froid et les privations, lui seul réussissant à s'en sortir vivant, grâce à sa résistance hors du commun. Dès lors, aucun marin ne veut plus le suivre dans une nouvelle équipée.
Ce personnage surhumain possède une constitution vigoureuse, celle des hommes maigres et sanguins. L'énergie de sa figure se remarque par un front élevé et perpendiculaire au plan des yeux, des yeux beaux mais froids, et une bouche peu diserte aux lèvres minces. Sa taille moyenne et des membres solides, dotés de muscles puissants et vigoureux, complètent sa physionomie. Malgré une apparence calme et un sang-froid impassible, une violence maîtrisée avec peine couve dans son cœur. Avec autoritarisme, il applique une discipline de fer à bord de son navire. Ses soupçons envers des hommes d'une autre nation peuvent rapidement se transformer en haine. Sa perspicacité lui fait reconnaître tout de suite à qui il a affaire dans son entourage. De plus, c'est un homme insensible au climat polaire. Parfois, cependant, il lui arrive d'être touché par une certaine émotivité : lorsque son équipage commence à démembrer son navire pour se procurer du bois de chauffage, quelques larmes coulent sur ses joues. 
Le fait que le négociant Grinnel arme un bâtiment sous le commandement du docteur Kane pour retrouver les traces de l'expédition de John Franklin déclenche aussitôt chez lui l'idée d'une nouvelle tentative, ne pouvant admettre que des Américains soient les premiers à s'élever aussi haut vers le Pôle. Sachant bien que personne ne voudra le suivre, il garde son incognito et entre en contact avec Richard Shandon, un solide marin ayant fait carrière aux commandes des baleiniers. Après la mort de son père, devenu héritier d'une fortune colossale, il la met à la disposition de Shandon pour que celui-ci fasse construire un navire, le Forward selon des plans préétablis et engage un équipage avec une seule consigne restrictive : que tous les hommes soient célibataires. Puis d'autres missives, toujours signées K.Z., parviennent au docteur Clawbonny pour que ce dernier prenne part à l'expédition. En post-scriptum, Shandon découvre aussi qu'il doit réceptionner un chien, un grand danois, nommé Duk, et l'installer à bord du Forward. Le navire prêt à appareiller, une dernière lettre demande à Shandon d'en prendre le commandement et de continuer à se conformer aux ordres qu'il recevra de la même manière. En fait, Hatteras s'est embarqué à bord comme simple matelot, sous le nom de Garry, réservant de se faire connaître au moment propice. Sentant bien qu'une partie de l'équipage commence à montrer des signes d'insubordination, il se décide à le faire. Désormais, sous sa poigne de fer, le Forward gagne vers le Nord.
Mais cette nouvelle tentative va tourner au désastre. Pris par les glaces, le navire est incendié et les mutins l'abandonnent. Hatteras n'a plus pour compagnons que son chien Duk, le docteur Clawbonny, deux fidèles marins Johnson et Bell, et un Américain, Altamont, qu'ils viennent de sauver d'une mort certaine. Peu à peu, la raison du capitaine commence à vaciller et il voit en ce nouveau venu un rival dans la course vers le Pôle.
Lorsqu'ils arrivent enfin au but, c'est pour découvrir qu'un volcan se dresse sur ce point du monde. Devenu dément, Hatteras tente d'en atteindre le sommet pour y planter le pavillon britannique au risque de tomber dans le cratère en fusion. Altamont réussit à le sauver, mais la folie du capitaine est irréversible. Après bien des obstacles, les cinq hommes et le chien réussissent à regagner la Grande-Bretagne.
Hatteras sera interné dans une maison de santé. Seule compensation : on lui permettra de garder son vieux Duk. Clawbonny, lui rendant souvent visite, s'aperçoit que ses promenades se font toujours dans le même sens. Il découvrira ainsi que « le capitaine John Hatteras marchait invariablement vers le Nord. ».

## Citations
- « Depuis ce jour où on le menaça de brûler son navire, Hatteras rôdait pendant de longues heures sur le pont. Il surveillait, il veillait. Ce bois, c'était sa chair à lui! On lui coupait un membre en en coupant un morceau! Il était armé et faisait bonne garde, insensible au froid, à la neige, à cette glace qui roidissait ses vêtements et l'enveloppait comme d'une cuirasse de granit. Duk, le comprenant, aboyait sur ses pas et l'accompagnait de ses hurlements. »[3]

## Première version
Dans son manuscrit, Jules Verne avait prévu le suicide d'Hatteras au pôle. Il écrit à Hetzel :
« Je pense, d'après votre lettre, que vous approuvez la folie et la fin d'Hatteras. J'en suis fort content, c'est ce qui me préoccupait le plus; je ne voyais pas d'autre moyen de terminer. Et puis cela me paraissait être la morale de la chose. D'ailleurs, comment ramener cet Hatteras en Angleterre; qu'y fera-t-il? Évidemment, cet homme-là doit mourir au pôle. Le volcan est le seul tombeau digne de lui. »
Hetzel refuse finalement cette conclusion. Verne ramène donc Hatteras dans son pays et le fait interner.

## Remarques
Le personnage réapparait subrepticement deux fois dans l'œuvre de Verne.
- Dans Voyage à travers l'Impossible, il serait le père du héros de la pièce, Georges Hatteras.
- Dans Sans dessus dessous, alors que Barbicane vient d'énumérer les explorateurs du Pôle Nord, une note de bas de page précise : « Dans la nomenclature des découvreurs qui ont tenté de s'élever jusqu'au Pôle, Barbicane a omis le nom du capitaine Hatteras, dont le pavillon aurait flotté sur le quatre-vingt-dixième degré. Cela se comprend, ledit capitaine n'étant, vraisemblablement, qu'un héros imaginaire (Les Anglais au Pôle Nord et Le Désert de glace, du même auteur) »[6].

## Duk

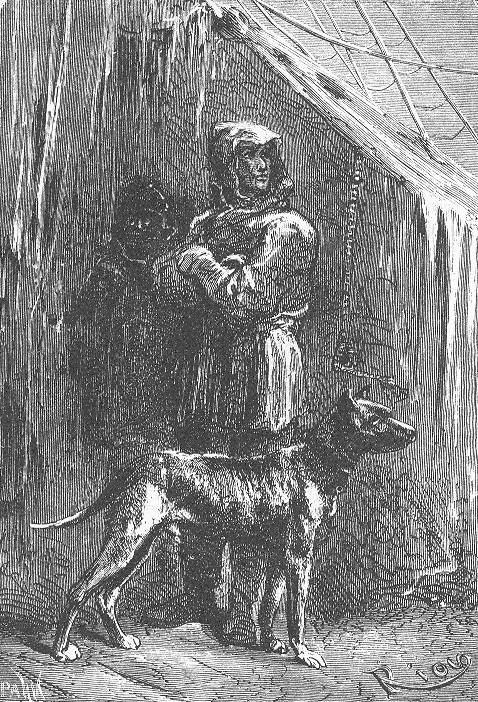
Duk et son maître recherchant les coins sombres du navire.

Duk est le chien du capitaine Hatteras. D'après la mystérieuse missive reçue par Shandon, il doit être réceptionné à Livourne en Italie. Un grand danois, aux lèvres pendantes et au pelage fauve rayé de noir. La lettre recommande de le nourrir de pain d'orge baignant dans un bouillon de pain de suif. Dès son installation à bord, Duk se montre peu empressé auprès des hommes de l'équipage. C'est un animal hargneux, qui préfère les coins sombres du navire, parfois sinistre avec ses longs hurlements. À l'appareillage du Forward, c'est lui-même qui porte à Shandon les indications de la route à prendre. Aux yeux de l'équipage, il fait très vite figure de capitaine et les hommes lui donnent bientôt le surnom de Dog-Captain. Certains marins superstitieux affirment l'avoir vu tenant la roue du gouvernail. D'ailleurs, pour tous, il est manifeste par son attitude que ce chien a déjà navigué. Quelques hommes du bord tentent de s'en débarrasser en le noyant dans un trou à phoque, mais, au Pouce du Diable, l'animal réapparait avec des dimensions gigantesques dues à la réfraction. Dès lors, la terreur est à son comble.
C'est ce moment que choisit un des matelots, Garry, pour dévoiler sa véritable identité. Il s'agit du capitaine Hatteras qui prend enfin en main les destinées du Forward. À partir de ce jour, Duk change de caractère et redevient un chien normal, affectueux envers ceux qu'il comprend être fidèles à son maître. Durant toute l'odyssée d'Hatteras, il le suivra jusqu'au volcan qui se dresse au Pôle et où le capitaine manque de s'engloutir. Revenu en Angleterre, il lui sera permis de rester auprès du pauvre fou dans la maison de santé et de l'accompagner dans son incessante marche vers le Nord. Duk est, pour Verne, l'image de la fidélité canine.  